# قربنيرة
قَرْبُنَيْرَة أو كربونيرس (بالإسبانية: Carboneras)‏, هي بلدية تقع في مقاطعة المرية. جنوب شرق إسبانيا. يبلغ عدد سكانها 7.267 نسمة.

## وصلات خارجية
- (بالإسبانية)